# Giải thưởng sách Quốc gia 2020
Giải thưởng sách Quốc gia lần thứ 3 được tổ chức trong năm 2020. Có tổng cộng 27 cuốn sách được trao giải, bao gồm:

## Cấc giải thưởng

### Giải A
Giải A của Giải thưởng sách Quốc gia 2020 gồm có 3 tác phẩm đoạt giải, bao gồm:
- Lịch sử (Historiai), tác giả Herodotus, người dịch PGS-TS Lê Đình Chi, NXB Thế giới;
- Hình ảnh lâm sàng, chẩn đoán và điều trị trong chuyên ngành da liễu (2 tập), PGS-TS Nguyễn Văn Thường (chủ biên), NXB Y học;
- Đoàn binh Tây Tiến (Đoàn võ trang tuyên truyền Biên khu Lào – Việt), Quang Dũng, NXB Kim Đồng[2].

### Giải B
Giải B của Giải thưởng sách Quốc gia 2020 gồm có 10 tác phẩm đoạt giải, bao gồm:
- Kiểm soát quyền lực ở nước ta qua công tác kiểm tra, giám sát và kỷ luật Đảng của tập thể tác giả, Mai Trực chủ biên, NXB Chính trị Quốc gia Sự thật phát hành;
- Mặt trái của công nghệ của Peter Townsend, Quế Chi dịch, NXB Chính trị Quốc gia Sự thật và Thái Hà Books phát hành;
- Các khuynh hướng và trường phái ngôn ngữ học hiện đại của Nguyễn Thiện Giáp, NXB Đại học Quốc gia Hà Nội phát hành;
- Tên tự tên hiệu các tác gia Hán Nôm Việt Nam của PGS.TS Trịnh Khắc Mạnh, NXB Khoa học Xã hội phát hành;
- Thực phẩm chức năng của tập thể tác giả, PGS.TS y học Trần Đáng chủ biên, NXB Y Học phát hành;
- Biến động môi trường lớp phủ và giải pháp phát triển bền vững tại các đảo san hô khu vực quần đảo Trường Sa của Đỗ Huy Cường, NXB Khoa học tự nhiên và Công nghệ;
- Lược khảo văn học (3 tập) của tác giả Nguyễn Văn Trung do NXB Tổng Hợp TP.HCM phát hành;
- Hát Then các dân tộc Tày, Nùng, Thái Việt Nam (3 cuốn) do Đặng Hoành Loan, Phạm Minh Hương, Nguyễn Thủy Tiên biên soạn, NXB Văn hóa dân tộc phát hành;
- Bộ sách Dòng tranh dân gian Kim Hoàng, Dòng tranh dân gian Đông Hồ (2 cuốn) của Nguyễn Thị Thu Hòa (chủ biên), Trịnh Sinh, Lê Bích, NXB Thế Giới phát hành;
- Sài Gòn của em (2 cuốn) của Lê Thư, Hoàng Nguyên, Thiện Kiều do NXB Trẻ phát hành.

### Giải C
Giải C của Giải thưởng sách Quốc gia 2020 gồm có 14 tác phẩm đoạt giải, bao gồm:
- Công tác địch vận trong cuộc kháng chiến chống thực dân Pháp (1945 – 1954), TS Lê Văn Cử, NXB Quân đội nhân dân
- Chiến lược đại dương xanh, tác giả W.Chan Kim và Renee Mauborgne, người dịch Phương Thúy, hiệu đính Ngô Phương Hạnh, NXB Lao động – Xã hội
- Gen – Lịch sử và tương lai của nhân loại, tác giả Siddhartha Mukherjee, người dịch Bùi Thanh Châu, NXB Dân trí
- Tổ quốc đồng đội và văn nghệ, GS-TS Đinh Xuân Dũng, NXB Văn học
- Nét Việt trên bia tiến sĩ Văn Miếu – Quốc Tử Giám, đồng chủ biên: TS Trần Hậu Yên Thế, KTS Trần Trung Hiếu, NXB Mỹ thuật
- Lịch sử các chế độ báo chí ở VN (2 tập), Phan Đăng Thanh, Trương Thị Hòa, NXB Tổng hợp TP.HCM
- Bộ sách hóa học phân tích hiện đại (3 tập), GS-TS Phạm Luận, NXB Bách khoa Hà Nội
- Vật liệu biến hóa có chiết suất âm – công nghệ chế tạo, tính chất và ứng dụng, PGS-TS Vũ Đình Lãm, NXB Khoa học tự nhiên và công nghệ
- Được học, tác giả Tara Westover, người dịch Nguyễn Bích Lan, NXB Phụ nữ
- Nghệ thuật và nghệ nhân vùng kinh thành Huế, tác giả Léopold Michel Cadière, Edmond Gras, người dịch và chú giải Lê Đức Quang, NXB Hà Nội
- Chào thế giới, bây giờ con đã đến, Lê Minh Quốc, NXB Văn hóa văn nghệ TP.HCM
- Vào bếp nấu ăn săn ngay điểm tốt, Đỗ Xuân Thảo, Phan Thị Hồ Điệp, NXB Lao động
- Giáo dục đa giác quan (4 cuốn), tác giả Palva Hanácková, minh họa Linh Đào, Irene Gough, người dịch Hoàng My, NXB Hà Nội
- Lật mở cùng con (4 cuốn), lời Bảo Ngọc, tranh Thu Nấm, Đậu Xanh, NXB Thanh Niên